# Osnabrücker Tageblatt

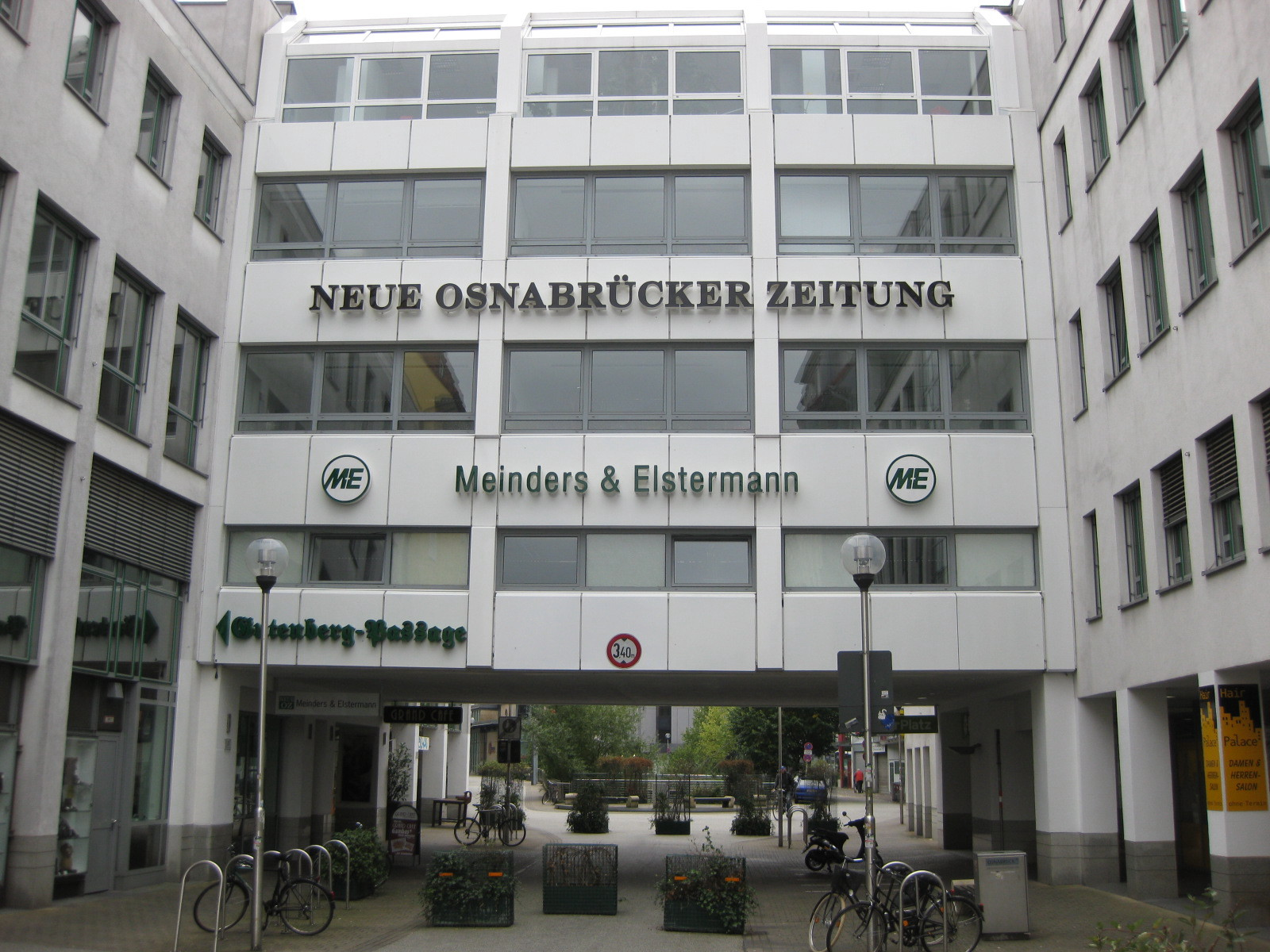
Im Verlag Meinders & Elstermann – hier ein Teil des Verlagskomplexes – erschien das Osnabrücker Tageblatt bis zur Fusion mit der Neuen Tagespost zur Neuen Osnabrücker Zeitung im Jahr 1967

Das Osnabrücker Tageblatt war eine deutsche regionale Tageszeitung. Sie erschien mit  Unterbrechung in den 1940er Jahren von 1884 bis 1967 in Osnabrück (Niedersachsen) und Umgebung. Die Zeitung galt als bürgerlich-demokratisch.

## Geschichte
Bereits 1848 hatte es in Osnabrück eine Tageszeitung unter dem Titel „Osnabrücker Tageblatt“ gegeben. Sie erschien  mit dem Untertitel „von und für jedermann“ und wurde  nach knapp fünf Jahren eingestellt.
Adolf Meinders und Gustav Elstermann gründeten am 1. Oktober 1884 den Verlag Meinders & Elstermann (M & E). Der Sitz des Verlages befand sich in der Möserstraße.
Er gab das Osnabrücker Tageblatt heraus, dessen Erstausgabe am 1. Oktober 1884 kostenlos in der Stadt verteilt wurde. Gustav Elstermann war bis dahin als Adressbuchverleger tätig gewesen.  Das „Adreß-Buch für die Stadt und Feldmark Osnabrück“ erschien seit 1873; es besteht unter anderem Namen bis heute. 
1889 zog der Verlag von der Möserstraße in die Große Straße um.  Der Verlag Meinders & Elstermann war außerdem als Buchbinderei, Akzidenzdruckerei und Formular- und Buchverlag tätig.  Die Tageszeitung, Bücher und Formulare sowie Akzidenzaufträge wurden im Handsatz erledigt.
Eine Rotationsdruckmaschine, die vier Seiten in einem Arbeitsgang druckte, erhielt der Verlag 1892.
1901 schaffte der Verlag die ersten Typograph-Setzmaschinen an, die die Auftragskapazitäten erhöhten.
1926 wurde eine neue Rotationsdruckmaschine mit Farbeindruckwerk angeschafft.
Während der  Zeit des Nationalsozialismus  übte die NSDAP Druck auf die Verleger aus, die Zeitung zu verkaufen. 1937 übernahm das Osnabrücker Tageblatt  die „Osnabrücker Zeitung“.  Das Tageblatt erschien fortan mit dem Untertitel  Osnabrücker Zeitung – Osnabrückische Öffentliche Anzeigen.
1943 wurde das Osnabrücker Tageblatt mit der NSDAP-Publikation  Neue Volksblätter fusioniert und erhielt den Titel „Neue Volksblätter  - Osnabrücker Tageblatt“. Der Hauptschriftleiter Föge war NSDAP-Funktionär und leitete die Ortsgruppe Eversburg.
Die Stadt Osnabrück wurde während des Zweiten Weltkriegs durch Bombardement schwer zerstört. Das Verlagshaus an der Großen Straße, weitere Gebäude des Unternehmens an der Hase und der Möserstraße wurden beschädigt oder vernichtet.
1949 erhielt der Verlag wieder eine Lizenz für die Herausgabe einer Tageszeitung. Das Osnabrücker Tageblatt erschien erstmals wieder am 1. November 1949. 1950 hatte die Zeitung eine Auflage von durchschnittlich 20.000 Exemplaren täglich. 
1951 begann der Neubau des Verlagsgebäudes an der Großen Straße.
In den 1950er-Jahren wurde ein Neubau für eine neue Rotationsmaschine errichtet. Die neue Druckmaschine war eine Mehrfarben-Druckmaschine für 32 Seiten.  Sie ging 1956 in Betrieb. 
1967 wurden die bis dahin konkurrierenden Zeitungen „Osnabrücker Tageblatt“ und „Neue Tagespost“, die im Druck- und Verlagshaus Fromm  des Verlegers Leo Victor Fromm veröffentlicht wurde, fusioniert. Sie erschienen ab 2. Oktober 1967 unter dem Titel Neue Osnabrücker Zeitung (NOZ). 
Die getrennten Zeitungsvorstufen der Zeitung blieben bis 2003 im M & E-Stammhaus an der Großen Straße und im Stammhaus Fromm am Breiten Gang, in dem die Neue Tagespost erschienen war, erhalten. 

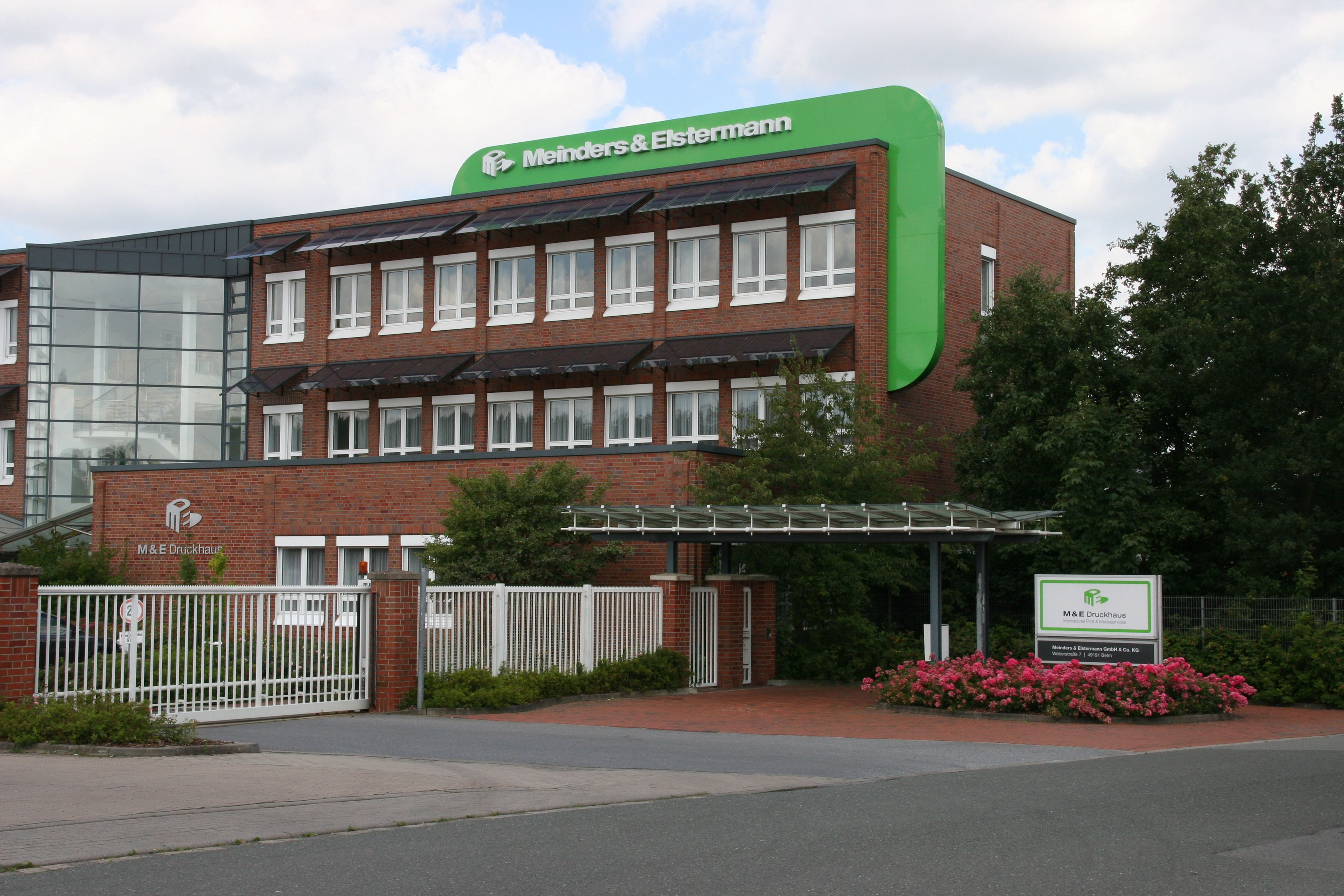
Das Verlagshaus Meinders & Elstermann in Belm

Der Verlag M & E feierte 2009 sein 125-jähriges Bestehen. Er ist in fünfter Generation im Familienbesitz und wird von Jan Dirk Elstermann als Geschäftsführer geleitet. Der Firmensitz befindet sich heute in der  Osnabrücker Vorortgemeinde Belm. Schwerpunkte der Verlagsarbeit sind aktuell regionale Literatur, Magazine, Stadtpläne und immer noch Adressbücher.

## Bekannte Redakteure und Mitarbeiter
- Der Schriftsteller Erich Maria Remarque (1898–1970) arbeitete ab März 1921 als Redakteur der Zeitung und schrieb Theaterkritiken.[4]
- Gustav Lübbe (1918–1995), später Verleger des Bastei Lübbe Verlags, war bis 1953 Feuilleton-Redakteur der Zeitung.[5]
- Karl Kühling (1899–1985) war von 1949 bis 1960 Feuilleton-Redakteur und Theaterrezensent.

## Quelle
- 125 Jahre Meinders & Elstermann, Verlagsbeilage der Neuen Osnabrücker Zeitung vom  1. Oktober 2009.